# Alejandro José Suárez Luzardo
Alejandro José Suárez Luzardo (Caracas, Venezuela, 1965) is een Venezolaans advocaat en politicus. 
Hij is lid van de partij Movimiento Sentir Nacional (MSN)
Hij nam deel aan de Venezolaanse presidentsverkiezingen 2006.